# Vilka är väl dessa som i himlens land
Vilka är väl dessa som i himlens land eller Vilka äro dessa som i himlens land är en sång från 1874 med text och musik av Tullius Clinton O'Kane. 1875 översatte Erik Nyström sången till svenska.

## Publicerad i
- Frälsningsarméns sångbok 1929 som nr 498 under rubriken "De yttersta tingen och himmelen". Inledningsraden lyder "Vilka äro dessa, som i himlens land".
- Musik till Frälsningsarméns sångbok 1930 som nr 498 och med inledningsrad "Vilka äro dessa, som i himlens land".
- Frälsningsarméns sångbok 1968 som nr 578 under rubriken "Evighetshoppet". Inledningsraden lyder "Vilka äro dessa som i himlens land".
- Frälsningsarméns sångbok 1990 som nr 715 under rubriken "Framtiden och hoppet". Inledningsraden lyder "Vilka är väl dessa som i himlens land".